# Загнані: терор проти геїв Росії
Загнані: терор проти геїв Росії (англ. Hunted: The War Against Gays in Russia, Загнанные: террор против геев России) — документальна стрічка про наслідки гомофобної політики для ЛГБТ-спільноти у РФ режисера Бена Стіла. Це фільм про діяльність у Росії угруповань так званих «ловців педофілів», який був показаний перед відкриттям Олімпіади в Сочі британським державним телеканалом Channel 4. Прем'єра стрічки відбулася 6 жовтня 2014 року у США. Текст читав Метт Бомер.

## Про фільм
Автори стрічки відвідали кілька міст Росії, в яких найбільш активно веде свою діяльність бандитське угруповання «Окупай-педофіляй». Значна частина зйомок проходила в Санкт-Петербурзі. За словами Ліз МакКін, яка брала участь у створенні стрічки, молоді «геєборці» не приховують своїх облич і охоче розповідають у фільмі про методи війни, оголошеної проти неповнолітніх гомосексуалів. На екрані показані шокуючі кадри знущань з підлітків, розслідувати які влада Росії навіть не збирається, оскільки жертви злочинів в умовах наростаючої гомофобної істерії відмовляються звертатися за допомогою.
«Окупай-педофіляй» діє в Росії більш ніж в 30 містах. «Вони працюють нахабно і безкарно, прикриваючись твердженнями Путіна, який заявив, що російські діти піддаються ризику через існування геїв…», — говорить Ліз МакКін, яка сама стала свідком жорстоких акцій «ловців педофілів». Том Портер, редактор фільму, підкреслює, що ідеологи «окупай-педофіляй» навмисно стирають межі між педофілією і гомосексуальністю.